# 舊邁丹 (拉傑霍夫區)
50°9′35″N 24°43′35″E / 50.15972°N 24.72639°E
舊邁丹（烏克蘭語：Старий Майдан），是烏克蘭西部的村莊，隸屬利維夫州的舍普季茨基區。該村面積0.41平方公里，海拔高度208米，2001年人口51，人口密度每平方公里124.39人。